# Vulbens
 Vulbens  es una población y comuna francesa, en la región de Ródano-Alpes, departamento de Alta Saboya, en el distrito de Saint-Julien-en-Genevois y cantón de Saint-Julien-en-Genevois.

## Demografía
| 456 | 318 | 325 | 606 | ABS. | 752 | 818 | ABS. | 784 | 802 | 756 | 787 | 792 | 802 | 776 | 692 | 701 | 709 | 697 | 671 | 614 | 619 | 604 | 619 | 589 | 544 | 503 | 511 | 552 | 667 | 751 | 784 |
| Para los censos de 1962 a 1999 la población legal corresponde a la población sin duplicidades (Fuente: INSEE [Consultar]) |     |     |     |      |     |     |      |     |     |     |     |     |     |     |     |     |     |     |     |     |     |     |     |     |     |     |     |     |     |     |     |